# Jelizowo (Kraj Kamczacki)
Jelizowo (ros. Елизово) – miasto w Rosji, na półwyspie Kamczatka, położone nieopodal miasta Pietropawłowsk Kamczacki (niespełna 30 km na północny zachód), nad rzeką Awacza.
Znajdujący się w połowie XIX wieku w miejscu obecnego miasta przysiółek nosił nazwę Staryj Ostrog, a od 1897 do 1924 nazwę Zawojko. W 1975 roku miejscowość otrzymała prawa miejskie.
Miasto pod koniec lat 50. XX wieku liczyło niespełna pięć tysięcy mieszkańców, w 1970 - 14,5 tys., w 1979 - 36,2 tys., w 1989 - 46,9 tys. (był to okres, kiedy liczba mieszkańców była najwyższa), a w 2013 - 38,9 tys.
W Jelizowie znajduje się główne lotnisko Kamczatki, port lotniczy Pietropawłowsk Kamczacki; przez miasto przebiega też droga nr P474, łącząca Pietropawłowsk Kamczacki z położonym ok. 450 km na północny wschód w linii prostej miastem Ust´-Kamczatsk. Główne gałęzie gospodarki miasta Jelizowo to przetwórstwo ryb i turystyka.
Znajduje się tu wspólna dyrekcja Rezerwatu przyrody „Jużno-Kamczatskij”, Kronockiego Rezerwatu Biosfery i Rezerwatu Koriackiego.